# Янаки Георгиев
Янаки Георгиев е български революционер от арумънски произход, деец на Върховния македоно-одрински комитет.

## Биография
Георгиев е роден във валовищкото село Крушево, тогава в Османската империя, днес Ахладохори, Гърция. От 1893 година е войвода на чета. Присъединява се към ВМОК. По време на Илинденско-Преображенското въстание е в отряда на поручик Любомир Стоенчев. На 12 септември 1903 година отрядът се сражава в местността Червената скала край село Кърчово. Янаки Георгиев остава да прикрива изтеглящите се четници и след като свършва патроните се самоубива с последната си бомба.